# Partido di Malvinas Argentinas
Il partido di Malvinas Argentinas è un dipartimento (partido) dell'Argentina facente parte della provincia di Buenos Aires. Il capoluogo Los Polvorines. Si tratta di uno dei 24 partidos che compongono la cosiddetta "Grande Buenos Aires".

## Geografia antropica

### Suddivisioni amministrative
Il partido di Malvinas Argentinas è composto da 8 località:
| Località                       | Popolazione (2001) |
| ------------------------------ | ------------------ |
| Area de Promoción El Triángulo | 2.594              |
| Grand Bourg                    | 85.159             |
| Ingeniero Adolfo Sourdeaux     | 25.951             |
| Ingeniero Pablo Nogués         | 38.470             |
| Los Polvorines                 | 9.786              |
| Malvinas Argentinas            | 368                |
| Tortuguitas                    | 41.390             |
| Villa de Mayo                  | 43.405             |